# Test Werner-Helsen
 (août 2011).
Si vous disposez d'ouvrages ou d'articles de référence ou si vous connaissez des sites web de qualité traitant du thème abordé ici, merci de compléter l'article en donnant les références utiles à sa vérifiabilité et en les liant à la section « Notes et références ».
Pour les articles homonymes, voir Helsen.
Le test Werner Helsen aussi connu sous le nom de "Test FIFA" porte le nom de son concepteur. Il est très utilisé pour contrôler le niveau de forme des arbitres sportifs. Il remplace le test de Cooper jugé peu représentatif des efforts consentis par un arbitre de football au cours d’un match.

## Préparation du test
Le test se déroule sur une piste d'athlétisme de 400 mètres. Un plot est posé sur la bordure interne de cette piste au niveau du centre des deux virages.
Trois autres plots distants chacun de 3 mètres sont posés avant l’entrée de chaque virage de manière que le plot du milieu soit situé à 50 mètres du plot situé au centre du virage. Ces trois plots sont appelés « zone de tolérance ». Le plot du centre est le plot de référence.

## Déroulement du test Werner Helsen

### Mise en place
Un ou deux groupes de participants sont constitués en fonction de leur nombre. Les groupes se placent au centre des deux virages à hauteur du plot.

### But
Au signal les participants courent dans le sens normal de l’athlétisme (virages pris à gauche) doivent sprinter sur 150 mètres et se retrouver dans la zone de tolérance au moment où retenti le signal marquant la fin du sprint. L'idéal étant d'être au niveau du plot central de la zone. 
À la suite du sprint, les participants ont 50 mètres pour récupérer avant d'enchainer à nouveau 150 mètres de sprint.

### Les signaux
Les organisateurs du test disposent d'une bande sonore ou d'un sifflet audible dans le stade entier.
Ces signaux ont pour but de prévenir les participants :
- 10 secondes avant la fin de chaque sprint par un signal simple
- 5 secondes avant la fin de chaque sprint par un signal double
- 10 secondes avant le début de chaque sprint par un signal simple
- 5 secondes avant le début de chaque sprint par un signal double

### Élimination
Un participant éliminé cesse immédiatement son test. Outre l'abandon du participant, ce dernier sera éliminé si :
- il arrive en retard dans la zone de tolérance
- il prend de l'avance sur les phases rapides ou lentes (départ avant le signal)

## Durée du test
La durée du test est variable. En effet le temps du sprint sur 150 mètres, le temps de récupération sur 50 mètres ainsi que le nombre de tours à effectuer sont différents selon le niveau des arbitres, mais aussi selon les fédérations et les Ligues régionales. En général, le nombre de tours est de 10 mais peut aller jusqu'à 14.
Les temps généralement utilisés sont 30″/35″, 30″/40″, 30″/45″, 35″/45″ (le premier chiffre indiquant le temps de sprint et le second le temps de récupération).